# دیوید بومباردینی
دیوید بومباردینی (انگلیسی: Davide Bombardini؛ زادهٔ ۲۱ ژوئن ۱۹۷۴) بازیکن فوتبال اهل ایتالیا است.
از باشگاه‌هایی که در آن بازی کرده‌است می‌توان به باشگاه فوتبال رجینا، باشگاه فوتبال سالرنیتانا، باشگاه فوتبال ویرتوس لانچانو، باشگاه فوتبال آ.اس. رم، باشگاه فوتبال بولونیا، باشگاه فوتبال بنونتو، باشگاه فوتبال آتالانتا، باشگاه فوتبال پیزا، باشگاه فوتبال چزنا، و باشگاه فوتبال پالرمو اشاره کرد.